# José Joaquín de Viana
José Joaquín de Viana (Lagrán, España, 20 de marzo de 1718 – Montevideo, 14 de diciembre de 1773) fue un militar español que fue asignado como gobernador de Montevideo en dos ocasiones: desde 1751 hasta 1764 y de 1771 a 1773.
Era el abuelo del general Manuel Oribe quien fuera el segundo presidente constitucional del Uruguay.

## Biografía
José Joaquín de Viana nació el 20 de marzo de 1718 en la Villa Alavesa de Lagrán, siendo hijo primogénito de Gregorio de Viana y de María Sáenz de Villaverde.
Inició su carrera militar en 1735 y combatió en Italia durante la Guerra de Sucesión Austríaca (1740–1748), alcanzando el grado de coronel. A su retorno de aquella campaña, fue nombrado primer gobernador de Montevideo por el rey Fernando VI, en 1750, tomando posesión de su cargo en aquella ciudad el 14 de marzo de 1751. Al mes siguiente debió enfrentar una sublevación de los indios charrúas, que fueron derrotados en la batalla del Tacuarí, el 16 de abril.
El nombramiento de Viana tuvo lugar en el transcurso de circunstancias políticas determinadas en el Río de la Plata por la firma del Tratado de Madrid o de Permuta en 1750, por el cual el gobierno de Fernando VI cedió a Portugal las misiones jesuíticas del Alto Uruguay, a cambio de la entrega de la Colonia del Sacramento. Este hecho se enmarca en la política pacifista del segundo de los Borbones españoles, que intentó acercarse diplomáticamente a Portugal para terminar con las disputas fronterizas que se mantenían en varios puntos de América, en especial en el Río de la Plata. Es en ese sentido que también debe comprenderse el matrimonio del rey español con la princesa portuguesa Bárbara de Braganza.
En cumplimiento de lo que el tratado citado estipulaba, ya en enero de 1752 comenzaron los trabajos de demarcación de la nueva línea de frontera entre los dos imperios en la zona. Sin embargo, al llegar a las misiones jesuíticas, estos se detuvieron por la resistencia de los indígenas, que no querían pasar a manos portuguesas, sospechando, con claro fundamento, que se convertirían en esclavos de los hacendados portugueses, necesitados de mano de obra para el trabajo agrícola en el Brasil.
Esta resistencia dio origen a un conflicto entre los años 1754 y 1756, denominado Guerra Guaranítica, en la que españoles y portugueses juntos hubieron de hacer frente a los indígenas sublevados, más de una vez acaudillados por los propios jesuitas. El tema fue tratado con un muy tenue rigor histórico en la película de 1986 La misión.
Liderados por el cacique Sepé Tiarayú (o Sepee), los indígenas fueron derrotados en las batallas del Daymán en 1754 y de Batoví en 1756. En el último de estos encuentros, José Joaquín de Viana personalmente dio muerte a tiros al caudillo indio. Al regreso de esta campaña, y según varias versiones (aunque hay discrepantes) Viana habría fundado la ciudad de Salto (1756 o 1757). Sobre lo que no existen dudas es sobre la fundación de la ciudad de San Fernando de Maldonado, en 1755, la cual fue así denominada en homenaje al rey Fernando VI.
Durante las operaciones militares en el Río de la Plata dirigidas por Pedro de Ceballos, en el marco de la Guerra de los Siete Años (1762 y 1763), Viana estuvo a las órdenes del comandante hispano en aquella victoriosa campaña para las armas españolas. En 1764, Viana fue sustituido por Agustín de la Rosa, quien permaneció en el cargo hasta 1771 en que el gobernador de Buenos Aires, Juan José Vértiz, lo destituyó, encumbrando nuevamente a Viana a la gobernación de Montevideo.
Durante su segundo período, Viana dictó una serie de medidas administrativas para reprimir el contrabando. A principios de 1773 renunció, falleciendo poco después. Lo sustituyó Joaquín del Pino.